# SS-Personalhauptamt
Het SS-Personalhauptamt (SS-PHA) was een hoofdbureau van de SS dat verantwoordelijk was voor het administreren van personeelsgegevens van alle SS'ers en de verdeling van mankrachten tussen de Waffen-SS en de Allgemeine-SS.
Het hoofdbureau werd op 1 januari 1939 opgericht en stond onder leiding van SS-Gruppenführer Walter Schmitt. Deze werd op 1 oktober 1942 vervangen door SS-Obergruppenführer Maximilian von Herff. Plaatsvervangend hoofd was SS-Standartenführer der Reserve Adolf Katz.

## Organisatie[4][5]
De organisatiestructuur van 20 februari 1945.
- Chef des SS-Personalhauptamtes: SS-Obergruppenführer en Generaal in de Waffen-SS von Herff

Afdelingen direct ongeschikte gesteld aan de Chef des SS-Personalhauptamtes:
- Persönliches Büro (Persoonlijk bureau)
- Verbindungsführer zur Wehrmacht (Verbindingsleider met de Wehrmacht)
  - SS-Obersturmbannführer Ohrtmann
- Persönlicher Adjutant (Persoonlijke adjudant)
  - SS-Obersturmbannführer Linnemayer
- Führer der Verwaltung (IV a) (Leider van de Administratie)
  - SS-Hauptsturmführer Heinrich
- Truppenarzt (IV b) (Troepenarts)
  - SS-Sturmbannführer Dr. Hana

- Amtsgruppe A (Afdelingsgroep A)
- Amtsgruppenchef: voorlopig onbezet

- Amt I Zentralamt  (Centraal ambt)
- Amtschef: SS-Obersturmbannführer Alfred Franke-Gricksch

- Amt II Führernachwuchs und Schulen  (Ambt Leidersnakomelingen en Scholen), (van 20 februari 1945)
- Amtschef: SS-Brigadeführer en Generalmajor in de Waffen-SS Werner Dörffler-Schuband (20 februari 1945 - 8 mei 1945[6][7])

- Amt III Disziplinär und Ehrenangelegenheiten  (Ambt Disciplinair en Ere-aangelegenheden) 
  - Dit ambt zal tijdens de oorlog niet worden gebruikt; afhandeling door Ambt I

- Amtsgruppe B Personalamt Allgemeine-SS (Afdelingsgroep B Personeelsambt Algemene SS)
- Amtsgruppenchef: voorlopig onbezet

- Amt IV (Ambt 4) 
  - SS-Standartenführer Becker
- Amt V (Ambt 5) (momenteel nog niet ingesteld)

- Amtsgruppe C Personalamt Waffen-SS  (Afdelingsgroep C Personeelsambt Waffen-SS)
- Amtsgruppenchef: SS-Standartenführer der Reserve/SS-Brigadeführer en Generalmajor in de Waffen-SS Dr. Adolf Katz[8] (ook plaatsvervanger van Herff)

- Chefgruppe  (Hoofdgroep)
  - SS-Obersturmbannführer Kron
- Amt VI  (Ambt 6) 
  - nog geen chef toegewezen
- Amt VII  (Ambt 7) 
  - nog geen chef toegewezen

- Amtsgruppe D (Polizei)
- Amtsgruppenchef:
- Amt VIII (Ambt 8) 
  - Verbindungsoffizier für Ordnungspolizei - Oberstleutnant Möller-Franzen
- Amt IX (Ambt 9)
  - Verbindungsoffizier für Sicherheitspolizei - SS-Sturmbannführer Hans Werner Lopass